# Óblast de Siberia kirguisa
La óblast de Siberia kirguisa (en ruso: Область Сибирских Киргизов) o también de los kirguises de Siberia fue una óblast (provincia) del Imperio ruso, existente entre en 1854 y 1868. Su capital era Omsk.

## Historia

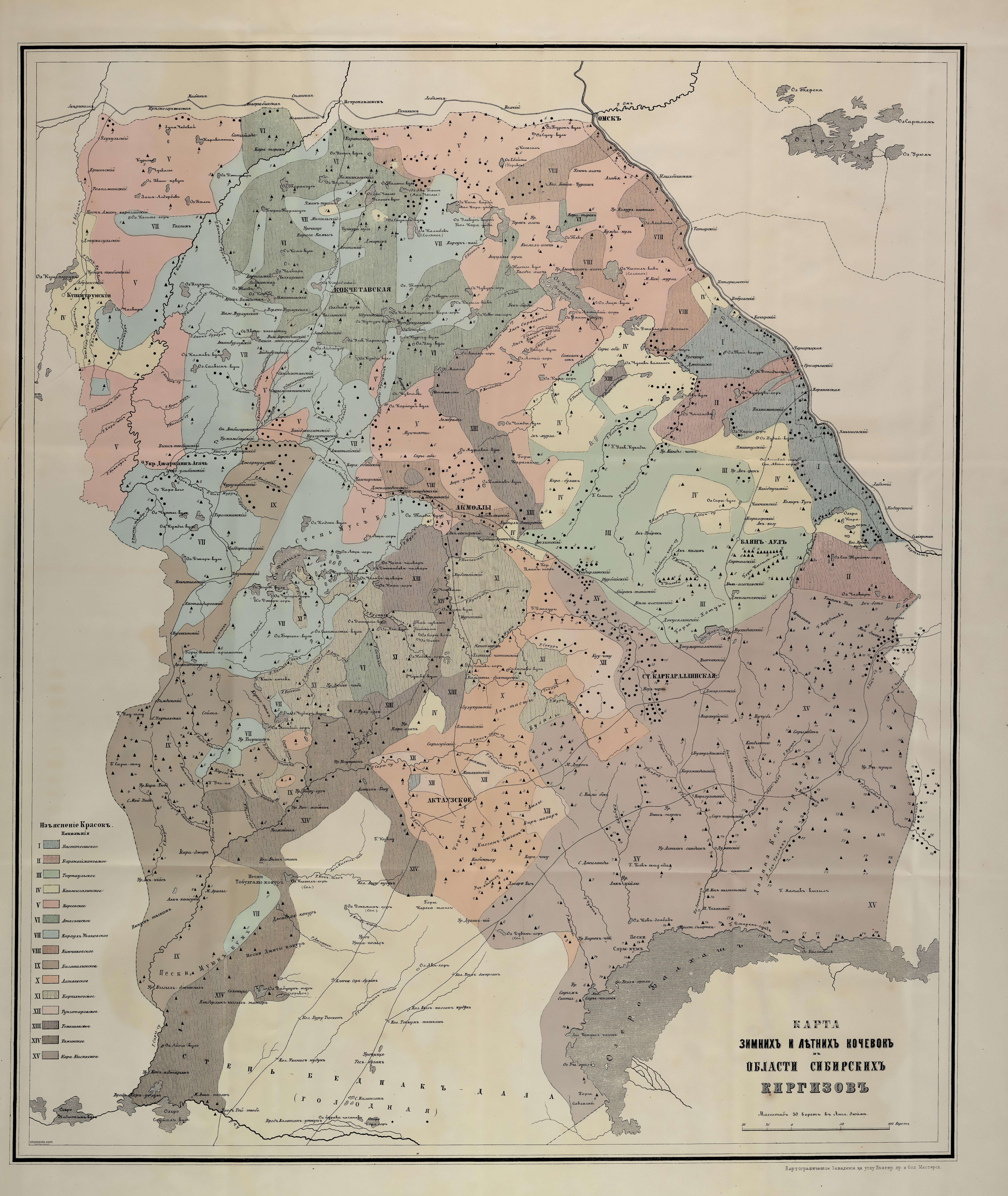
Mapa de las etnias de la óblast.

La óblast fue fundada por medio de un ucase imperial del 19 de mayo de 1854. La región incluía los distritos de Kokshetau, Kushmurunsky, Akmola, Bayanaul y Karkaraly, habitados por los kazajos (por aquel momento denominados "kirguises", de ahí el nombre de la provincia) de la Horda Media.
La óblast de la Siberia kirguisa fue abolida por el decreto N.º 46380 del 21 de octubre de 1868 «Sobre la transformación de la administración de la estepa de los kirguises de Oremburgo y Siberia y los ejércitos cosacos de los Urales y de Siberia».
El territorio fue dividido en las óblasts de Akmolinsk y de Semipalatinsk. Tras su creación el 1 de enero de 1869 la óblast de Akmolinsk se añadió temporalmente a la gobernación de Tobolsk.